# Pistolet maszynowy Star Z-62
Star Z-62 – hiszpański pistolet maszynowy.
Produkcję Stara Z-62 rozpoczęto na początku lat 60. Broń została przyjęta do uzbrojenia armii hiszpańskiej Guardia Civil i policji (w wersji kalibru 9 mm Largo), a także była eksportowana (wersja 9 mm Parabellum).
Na początku lat 70. rozpoczęto produkcję zmodyfikowanej wersji Z-70B. Podstawową zmianą było zastąpienie skomplikowanego mechanizmu spustowego ze spustem o dwóch wgłębieniach klasycznym mechanizmem z przełącznikiem rodzaju ognia. Zmodyfikowano także zatrzask magazynka.
W latach 80. pistolety maszynowe Z-62 i Z-70B zostały zastąpione w armii hiszpańskiej przez pm Star Z-84.

## Opis
Star Z-62 jest bronią samoczynno-samopowtarzalną, działającą na zasadzie odrzutu zamka swobodnego. Broń strzela z zamka otwartego. Przeładowanie przy pomocy składanej rękojeści umieszczonej po lewej stronie osłony lufy. Rękojeść napinania zamka pozostaje nieruchoma podczas strzelania.
Mechanizm spustowy umożliwia prowadzenie ognia pojedynczego i seriami. Spust z dwoma wgłębieniami, po naciśnięciu dolnego następuje strzał pojedynczy, górnego – seria. Bezpiecznik od strzałów przypadkowych w górnej części chwytu pistoletowego.
Z-62 jest bronią zasilaną przy pomocy dwurzędowych magazynków pudełkowych o pojemności 20, 30 lub 40 naboi. Gniazdo magazynka znajduje się w u dołu komory zamkowej.
Lufa o długości 200 mm w perforowanej osłonie.
Kolba składana pod spód broni. Stopka złożonej kolby pełni funkcję łoża. Przyrządy celownicze mechaniczne (muszka w osłonie i celownik przerzutowy).